# Lago Uru Uru
Lago Uru Uru är en sjö i Bolivia.   Den ligger i departementet Oruro, i den centrala delen av landet, 220 km nordväst om huvudstaden Sucre. Lago Uru Uru ligger 3 706 meter över havet. Arean är 214 kvadratkilometer. Den sträcker sig 15,7 kilometer i nord-sydlig riktning, och 11,7 kilometer i öst-västlig riktning.
Trakten runt Lago Uru Uru består i huvudsak av gräsmarker. Runt Lago Uru Uru är det ganska glesbefolkat, med 36 invånare per kvadratkilometer.